# 王著 (后汉进士)
王著（928年—969年），字成象，五代十国至北宋单州单父（今山东单县）人。
王著豁达无城府。后汉乾祐年间进士。郭威镇大名府，柴荣随行，听说王著之名，召置门下。后周广顺年间，柴荣镇守澶州，授澶州观察支使。随柴荣入朝，升任殿中丞。周世宗即位，拜王著度支员外郎。显德三年（956年），充翰林学士。显德六年（959年），丁忧，起复。周世宗命皇子出拜，称呼学士而不直呼姓名。先让他当宰相，因其嗜酒，所以没有任命。世宗临终，对范质说：“王著藩邸旧人，我若不讳，当命为相。”世宗驾崩后也没有任命。南唐李璟派李从善朝贡，周恭帝嗣位，命王著伴送至睢阳，加金部郎中、知制诰，赐金紫。世宗灵驾赴庆陵，符太后从行，公务交托给王著。宋朝建立后，加中书舍人。建隆二年（961年），知贡举。当时亳州献紫芝，郓州获白兔，陇州贡黄鹦鹉，王著献颂来规谏。宋太祖下诏褒赏。建隆四年（963年）春，宿直禁中，酒醉，夜扣滋德殿门求见。太祖大怒，以他醉宿倡家之过，罢黜为比部员外郎。乾德初年，改兵部员外郎。乾德二年（964年），为知制诰。几个月后，加史馆修撰、判馆事。乾德三年（965年），转任户部郎中。乾德六年（968年），再任翰林学士，加兵部郎中，再知贡举。开宝二年（969年）冬，暴亡，时年四十二岁。王著善与人交结，好赞誉后进，为士大夫所称赞。